# Drakoncijum
Drakoncijum (lat. Dracontium), rod kozlačevki, dio je potporodice Lasioideae. Sastoji se od dvadesetak priznatih vrsta gomoljastih  geofita iz tropske Amerike,

## Vrste
1. Dracontium amazonense G.H.Zhu & Croat
2. Dracontium angustispathum G.H.Zhu & Croat
3. Dracontium asperispathum G.H.Zhu & Croat
4. Dracontium asperum K.Koch
5. Dracontium bogneri G.H.Zhu & Croat
6. Dracontium constantinoi A.Hay & M.Cedeño
7. Dracontium croatii G.H.Zhu
8. Dracontium dubium Kunth
9. Dracontium gigas (Seem.) Engl.
10. Dracontium grandispathum G.H.Zhu & Croat
11. Dracontium grayumianum G.H.Zhu & Croat
12. Dracontium guianense G.H.Zhu & Croat
13. Dracontium iquitense E.C.Morgan & J.A.Sperling
14. Dracontium laetum E.G.Gonç. & S.P.Santos
15. Dracontium longipes Engl.
16. Dracontium margaretae Bogner
17. Dracontium narae E.G.Gonç.
18. Dracontium nivosum (Lem.) G.H.Zhu
19. Dracontium peruvianum G.H.Zhu & Croat
20. Dracontium pittieri Engl.
21. Dracontium plowmanii G.H.Zhu & Croat
22. Dracontium polyphyllum L.
23. Dracontium prancei G.H.Zhu & Croat
24. Dracontium purdieanum (Schott) Hook.f.
25. Dracontium soconuscum Matuda
26. Dracontium spruceanum (Schott) G.H.Zhu
27. Dracontium ulei K.Krause

## Sinonimi
- Chersydrium Schott; Oesterr. Bot. Z. 15: 72 (1865)
- Echidnium Schott; Oesterr. Bot. Wochenbl. 7: 62 (1857)
- Eutereia Raf.; Fl. Tellur. 4: 12 (1836)
- Godwinia Seem.; J. Bot. (1869) 314, t. 96, 97
- Ophione Schott; Oesterr. Bot. Wochenbl. 7: 101 (1857)